# Мамедов, Сахил Аламдар оглы
Сахил Аламдар оглы Мамедов (азерб. Sahil Ələmdar oğlu Məmmədov; род. 25 февраля 1964, Вархние Некили Масисский район) — сотрудник правоохранительных органов, военнослужащий Вооружённых сил Республики Азербайджан, Национальный Герой Азербайджана (1992).

## Биография
Родился Сахил Мамедов 25 февраля 1964 года в селе Верхние Некили, ныне Масисского района Армянской ССР. В возрасте 6 лет он приехал в Баку со своим дядей. В 1971 году пошёл в первый класс средней школы № 96 поселка Бакиханова, а в 1981 году окончил десятый класс. В 1982 году был призван на срочную военную службу в Советскую армию, служил в городе Красногорске Московской области. В 1983 году, окончив военную службу, поступил в Высшее политическое училище МВД СССР в Ленинграде. В 1987 году по назначению направлен в Чернигов в Украинскую республику, а затем в город Киев. Здесь он начал работать в составе воинских частей Внутренних войск заместителем командира роты по политической работе.
В марте 1989 года, после начала армяно-азербайджанского конфликта, Сахил берёт отпуск и уезжает в родное село Низами, которое было охвачено национальным противостоянием. Своих родителей он перевозит в Баку, а сам возвращается в Киев к месту службы. Несколько раз обращается к руководству с просьбой об отправке в Азербайджан, но его обращения остаются без ответа. В октябре 1991 года пишет рапорт об увольнении из рядов Советской Армии.
2 января 1992 года начал службу в качестве заместителя командира роты в полку военной полиции Управления Внутренних войск МВД Азербайджанской Республики. С первых же дней своей службы просит направить его в зону боевых действий в Нагорный Карабах. Вскоре Сахила Мамедова назначили начальником заставы в селах Газанчы, Агдженд, Дарали Зангиланского района. Активно ведёт противостояние с силами противника.
Во время боевых действий от взорвавшегося снаряда получил тяжёлое ранение правой руки и правой ноги. Был эвакуирован с поля боя и отправлени на лечение в Баку - в Центральную больницу. Излечившись вновь вернулся в состав своего продразделения.
С 1994 года подполковник Сахил Мамедов работал главным инспектором паспортно-визового и Регистрационного управления МВД.
Женат, воспитал ребёнка. 

## Память
Указом Президента Азербайджанской Республики № 264 от 8 октября 1992 года Сахилу Аламдар оглы Мамедову было присвоено звание Национального Героя Азербайджана.